# Палаццо Гонди
Палаццо Гонди (итал. Palazzo Gondi) — дворец во Флоренции в стиле итальянского Возрождения. Расположен на площади Сан-Фиренце, в одном квартале от главной площади города — Пьяцца Синьории. Памятник архитектуры. Построен по проекту архитектора Джулиано да Сангалло в 1490—1501 годах. С 1901 года здание входит в список памятников национального художественного наследия и отмечено в каталоге исторического центра Флоренции ЮНЕСКО.

## История здания
В древности на этом месте находился древнеримский амфитеатр. В 1455 году дом вблизи античных руин приобрёл Джулиано иль Веккьо, муж Маддалены Строцци. Позднее дом был расширен за счёт соседних построек. В начале 1489 года начались работы по строительству большого семейного палаццо.
Новое здание было спроектировано Джулиано да Сангалло в 1490 году для Джулиано ди Лионардо Гонди по образцу классических флорентийских дворцов, таких как Палаццо Медичи-Риккарди и Палаццо Строцци. Однако строительство шло медленно и несколько столетий оставалось незавершённым. В 1495 году во дворце принимали герцога урбинского Гвидобальдо да Монтефельтро. Из завещания самого Джулиано, составленного в 1501 году, можно заключить, что к этому времени новое здание было уже заселено, хотя и не достроено.
В период XVII—XVIII веков строительство палаццо продолжалось. До 1870 года здание имело три этажа с двумя порталами, выходящими на площадь. В 1874 году строительство было окончательно завершено и на здании помещён герб рода Гонди.

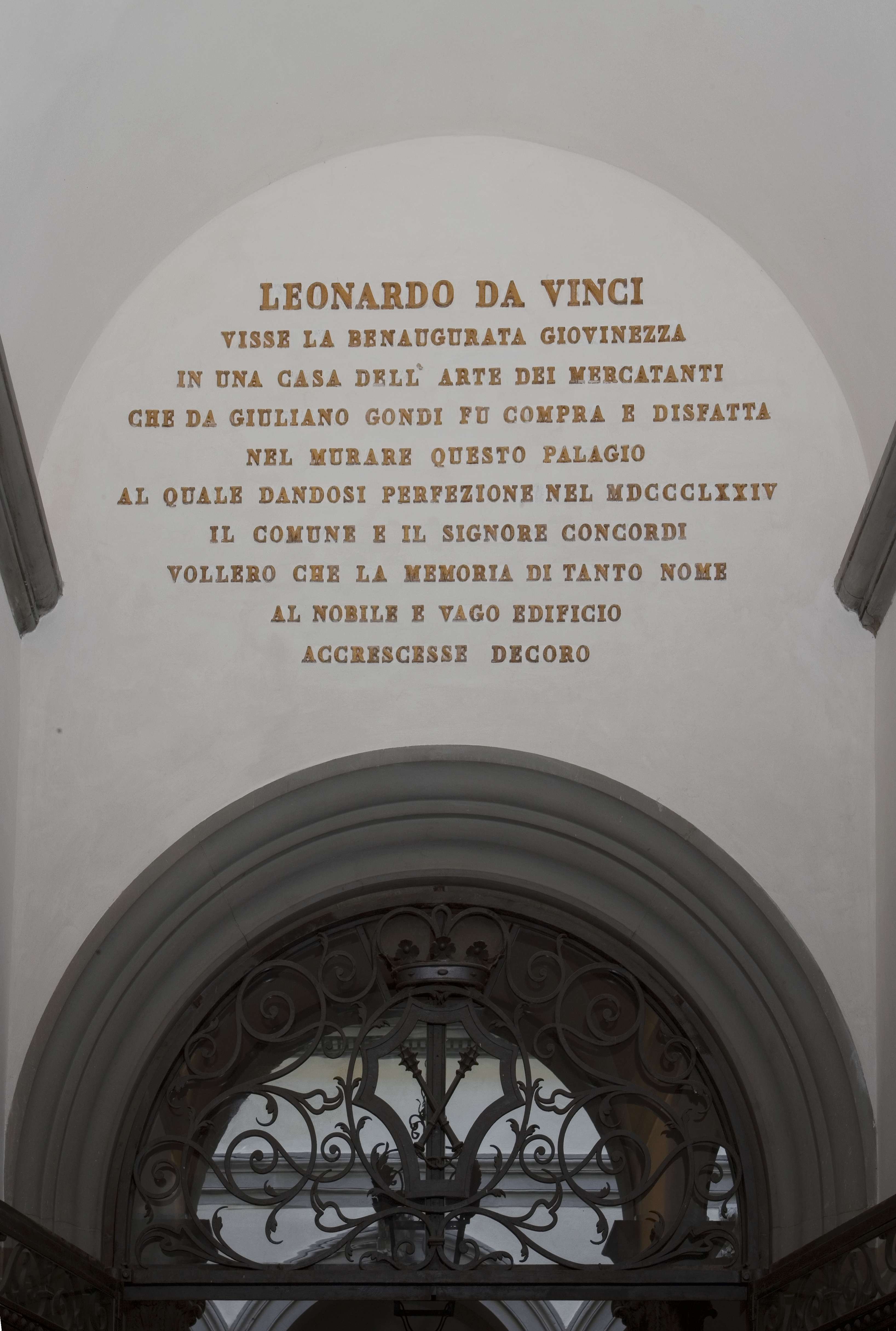
Надпись в вестибюле Палаццо Гонди

В одном из соседних домов, принадлежавшем Гильдии торговцев тканями (итал. Arte dei Mercatanti), а впоследствии приобретённом и разрушенном Джулиано Гонди при расширении палаццо, жил Леонардо да Винчи. Из окна этого дома в 1479 году он рисовал труп Бернардо Бандини, повешенного на окне фасада Палаццо Веккьо после раскрытия заговора Пацци против семьи Медичи. Именно в этом доме, как гласит легенда, Леонардо написал знаменитую впоследствии «Джоконду». В память об этом факте в вестибюле здания со стороны Виа де Гонди помещена надпись, сочинённая Чезаре Гуасти:

Леонардо да Винчи прожил счастливую молодость в доме Гильдии торговцев тканями, приобретённом и снесённом Джулиано Гонди, чтобы возвести сей дворец, при завершении которого в 1874 году владелец и город, по взаимному согласию, пожелали сохранить память о столь славном имени, украсив им это изящное и благородное здание.
Оригинальный текст (итал.)«LEONARDO DA VINCI VISSE LA BENAUGURATA GIOVINEZZA IN UNA CASA DELL’ARTE DEI MERCATANTI CHE DA GIULIANO GONDI FU COMPRATA E DISFATTA NEL MURARE QUESTO PALAGIO AL QUALE DANDOSI PERFEZIONE NEL MDCCCLXXIII IL COMUNE E IL SIGNORE CONCORDI VOLLERO CHE LA MEMORIA DI TANTO NOME AL NOBILE E VAGO EDIFICIO ACCRESCESSERO DECORO»

В апреле 1954 года Америго Гонди поручил архитектору Эмилио Дори работы на верхнем этаже с условием оставить нетронутой старинную террасу на крыше и другие многоуровневые террасы, в том числе небольшой висячий сад, спроектированный ландшафтным архитектором Пьетро Порчинаи в 1957 году на северной террасе, обращённой к собору. В последующие годы также осуществлялись небольшие перестройки. Палаццо Гонди пострадало от наводнения 1966 года, об этом бедствии вспоминает небольшая табличка, размещённая у входа на высоте около 3 метров. В 2005 году дворец унаследовал Бернардо Гонди и вместе со своей женой Витторией провёл реставрацию и консервацию здания, длившуюся шесть лет, под руководством архитектора Паоло Фьюми.
В наше время Палаццо Гонди по-прежнему принадлежит потомкам семьи, и его можно посетить по предварительной записи.

## Архитектура
Композиция палаццо типична для флорентийских городских дворцов эпохи Возрождения. Здание построено вокруг монументального двора с «аркадами по колоннам» со всех четырёх сторон. Двор оформлен по образцу кортиле Палаццо Медичи-Риккарди и других «двориков Микелоццо» (по имени архитектора дворика Палаццо Медичи).
Фасады палаццо разделены горизонтальными тягами на три яруса с постепенным уменьшением рустики снизу вверх, от зрительно более тяжёлого этажа к более лёгкому верхнему. Первый этаж имеет три арочных портала, а верхние — также арочные окна, оформленные «перспективными» наличниками (слегка углублёнными внутрь). «Уличная скамья», традиционная для флорентийских палаццо, опоясывает здание. Венчающий карниз на консолях завершает композицию. Своеобразие дому придаёт терраса на крыше с колоннами, с которой открывается вид на Палаццо Веккьо.
Во внутреннем дворике находится фонтан XVII века, в котором используется вода из садов Боболи. Отсюда на второй этаж ведёт «Лестница Сангалло» со ступенями, внешние торцы которых украшены зооморфными и фитоморфными фигурами (копии, оригиналы были проданы в Музей Виктории и Альберта в Лондоне) и балясинами, необычно орнаментированными листьями аканта и спиральными желобками. Бандероли с надписью «SIN» скрепляют рога изобилия. Монограмма, по-видимому, относится к латинскому девизу: «Non Sine Labore» (Не без труда), составленному в качестве подарка хозяину палаццо Джулиано Гонди королём Неаполя и его сыном Альфонсо, герцогом Калабрии.
Интерьер дворца украшен фресками и несколькими картинами итальянских и французских художников. На первом этаже находится монументальный камин, спроектированный Джулиано да Сангалло.

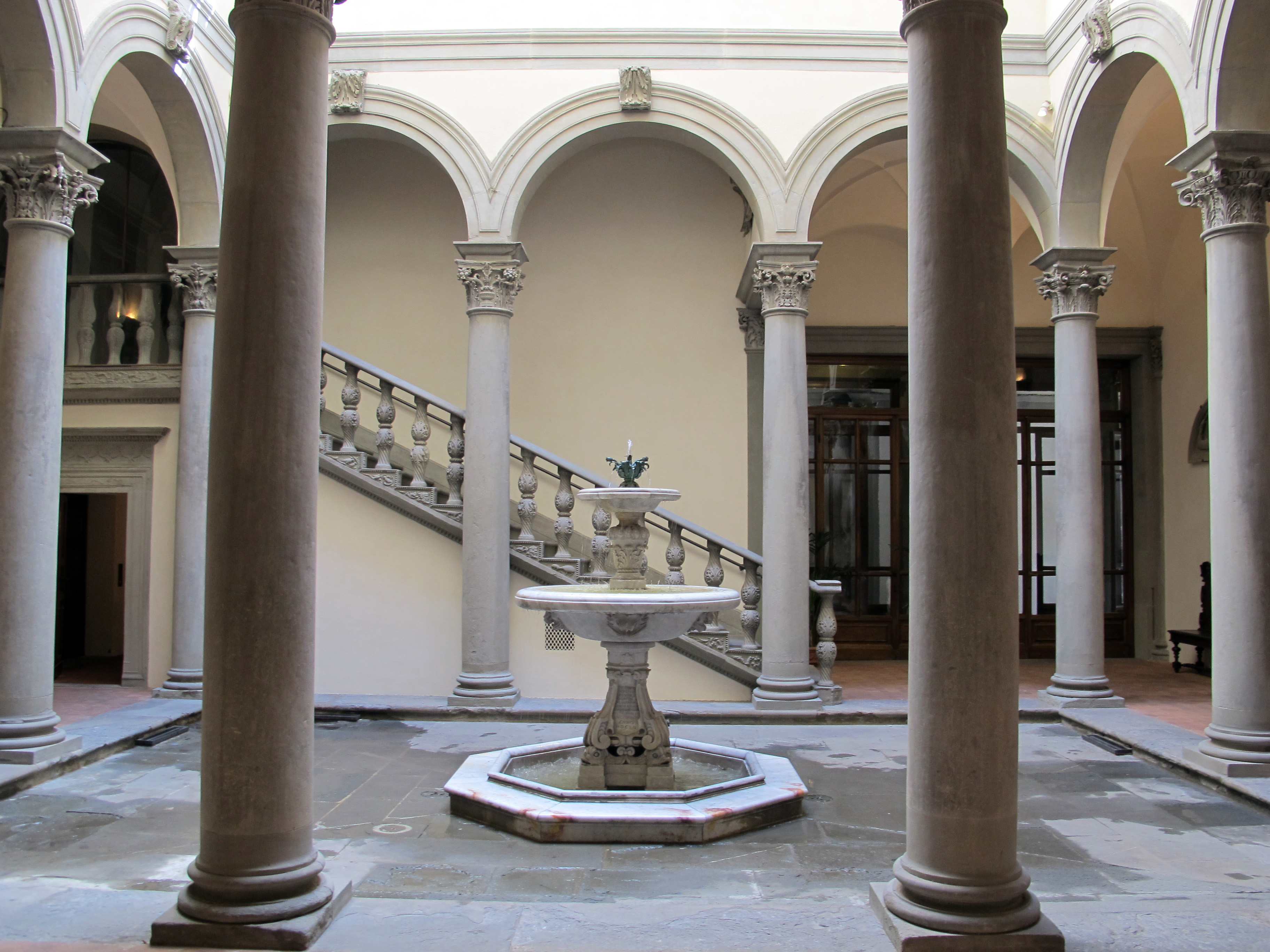
Двор (кортиле)
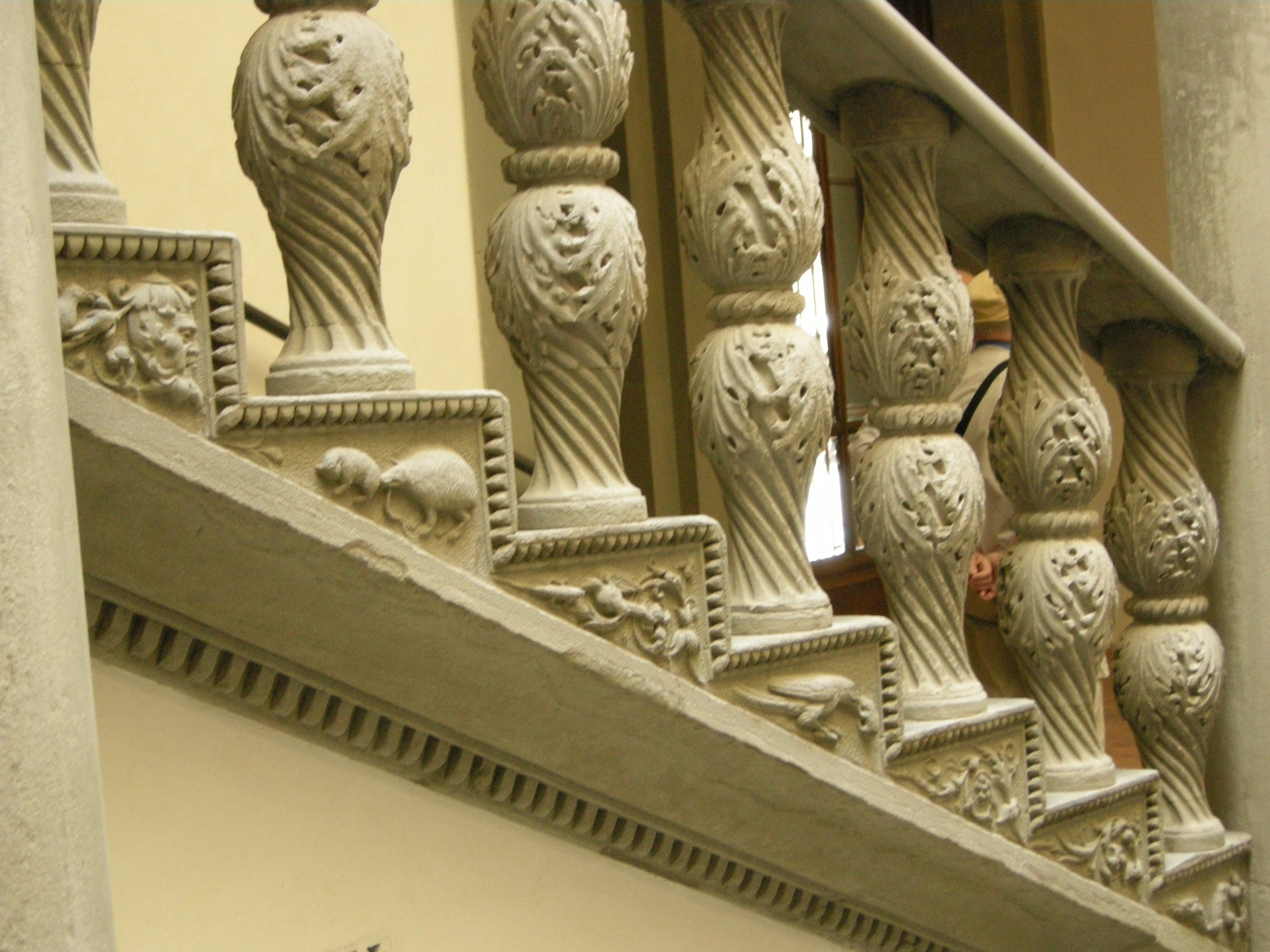
Балюстрада лестницы
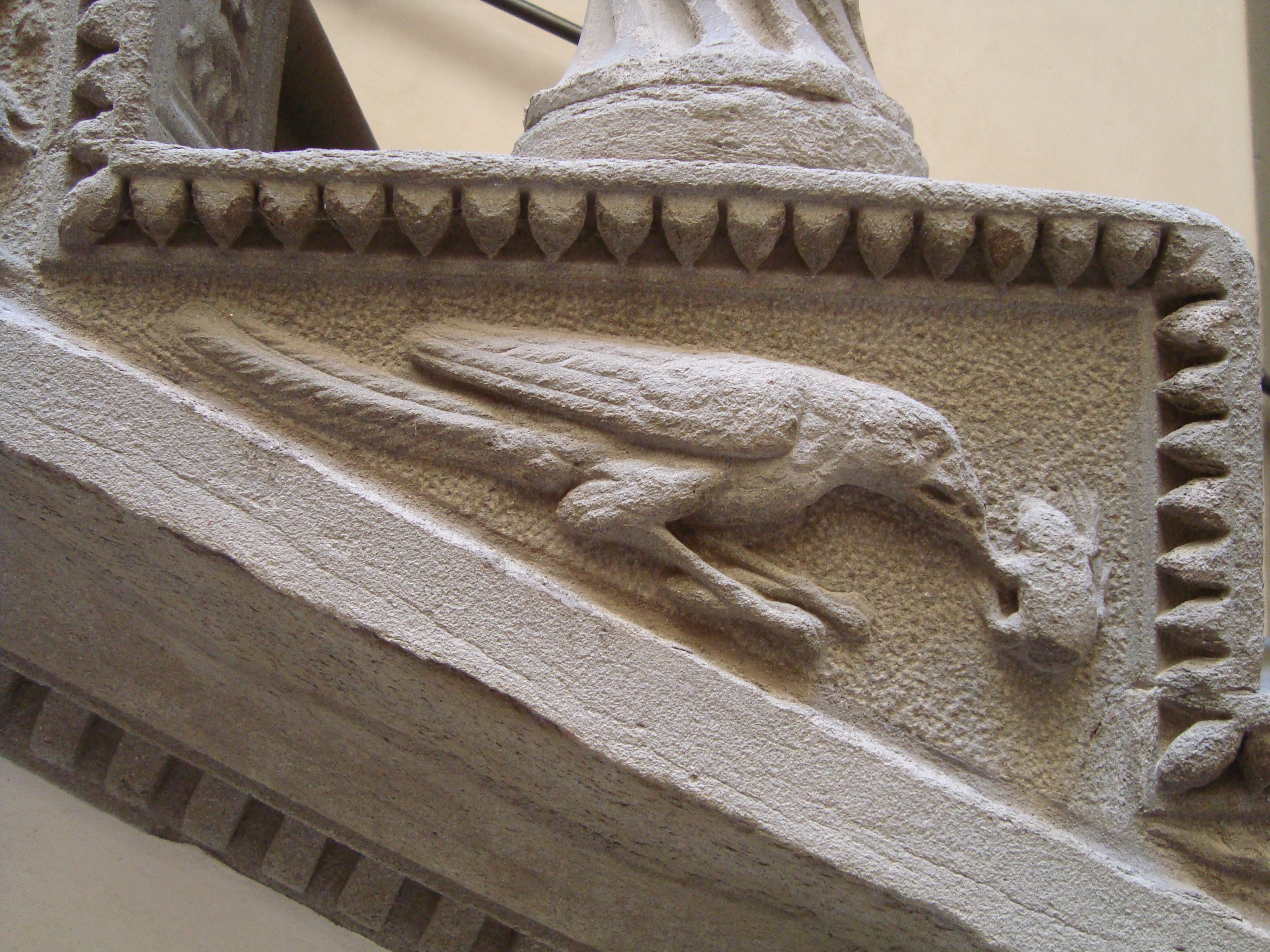
Элемент декора лестницы
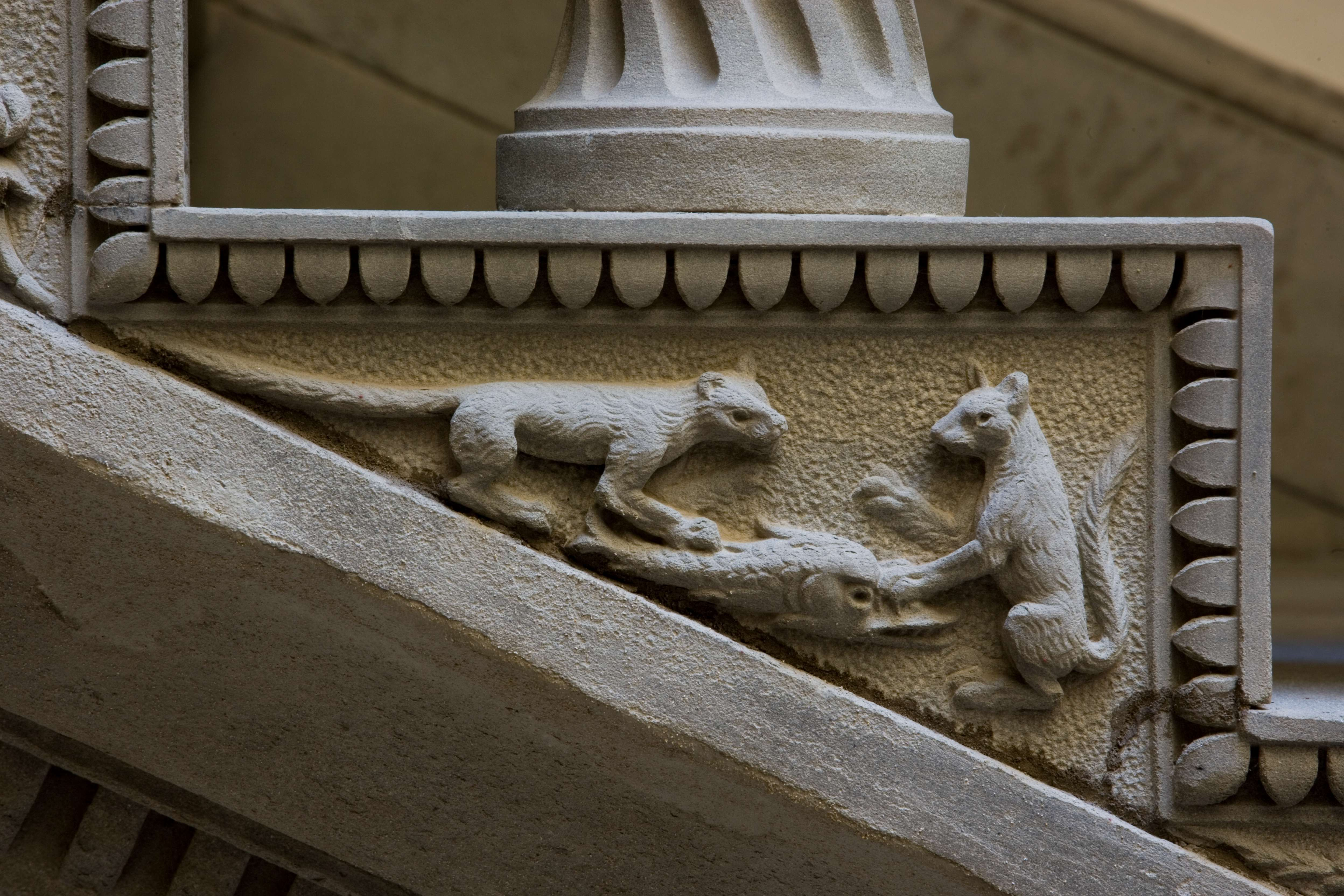
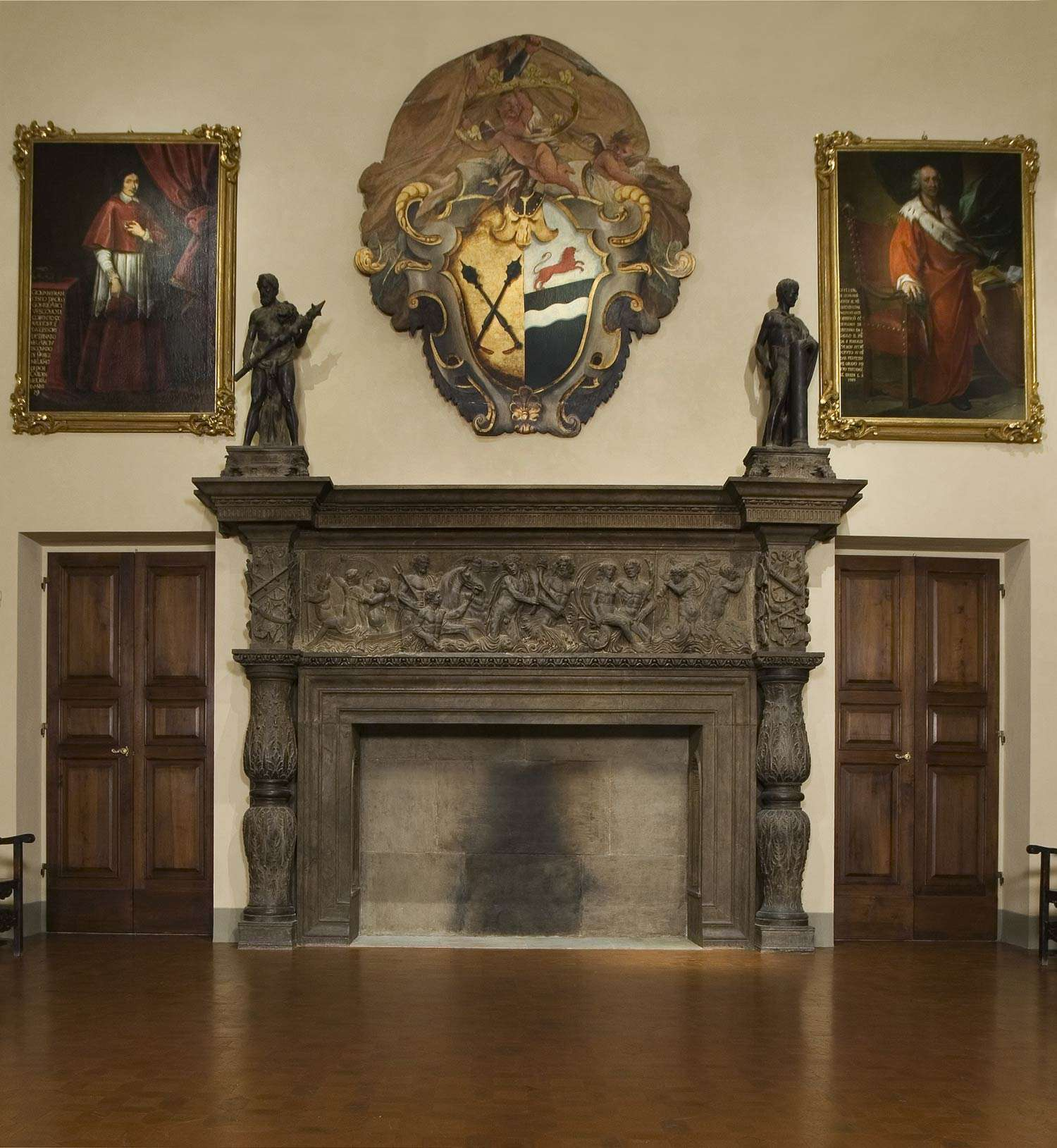
Камин салона первого этажа
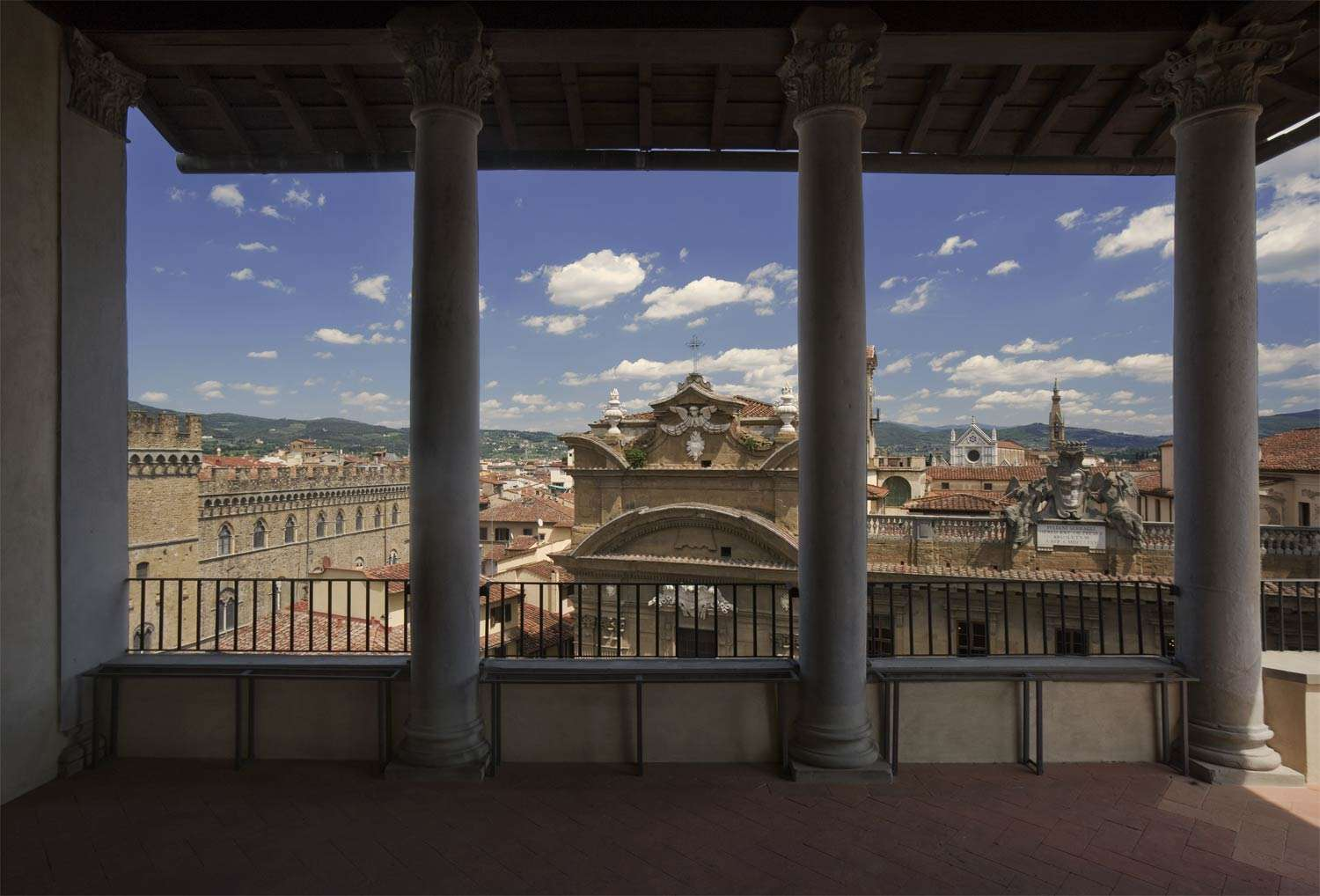
Вид с террасы (альтаны) здания